# 町立上市図書館
町立上市図書館（ちょうりつかみいちとしょかん）とは、富山県中新川郡上市町にある公共図書館。

## 概要
上市公民館との複合施設である上市町生涯学習会館内の2階南側に設置されている。
- 延床面積 - 1,003m2[2]
- 蔵書数 - 3万冊[2]（児童図書コーナーには5,500冊、一般図書コーナーには2万冊[3]）
- 設備 - 書庫2室、郷土資料室、親子読書コーナー、音楽鑑賞コーナー、新聞・雑誌コーナー、児童・一般閲覧コーナー[2]、えほんしつ（ゆめぽっけ）[4]
- ブックポスト - 生涯学習会館1階の玄関横にある[2]。
- 駐車場 - 25台[4]

## 沿革
1951年、上市公民館内に図書部が創設され、1956年4月1日には、上市中央公民館内に町立上市図書館が設置された。1958年6月には富山県立図書館の分館に指定されている。
1988年7月25日、新たに完成した上市町生涯学習会館2階南側に移転した。
2008年8月には、図書館内の付属施設として、えほんしつ（愛称、ゆめぽっけ）が開設された。